# Vrhovlje pri Kožbani
Vrhovlje pri Kožbani je naselje v Občini Brda.